# اکبر محمدی (فعال دانشجویی)
اکبر محمدی (۹ خرداد ۱۳۴۸ – ۸ مرداد ۱۳۸۵) یکی از فعالان دانشجویی بود که از سال ۱۳۷۸ و در پی اعتراضات دانشجویی تیر ۱۳۷۸ در تهران دستگیر، شکنجه و زندانی شد. او در ۸ مرداد ۱۳۸۵ پس از چند روز اعتصاب غذای خشک در زندان اوین درگذشت. منوچهر محمدی برادر اوست.

## علل دستگیری و احکام صادره
اکبر محمدی در سال ۷۸ به همراه برادرش منوچهر محمدی و تعداد زیادی از دانشجویان در طی اعتراضات دانشجویی کوی دانشگاه تهران دستگیر و در دادگاه ویژه انقلاب به اعدام محکوم شد، اما پس از چندی حکم او به ۱۵ سال حبس تقلیل یافت که شامل ۱۰ سال زندان و پنج سال حبس تعلیقی بود. او بدون حکم جدیدی دوباره دستگیر و به زندان اوین منتقل شد. دستگیری مجددش بدون هیچ توضیحی بود و با اعتراض اکبر محمدی و خانواده‌اش روبه رو شده بود.

## اعتصاب غذا و فوت مشکوک
در اعتراض به دستگیری مجدد توقف درمان در وضعیتی وخیم وی اقدام به اعتصاب غذای نامحدود در زندان اوین کرد. همبندان او در مصاحبه و با پخش اطلاعیه‌هایی اعلام کردند که با وخیم شدن وضعیت اعتصاب غذای وی و انتقال او به بخش بهداری زندان اوین، مأمورین زندان دست و پای وی را با زنجیر بسته و دهان او را هم با چسب می‌بندند (به دلیل حضور بازرسان بین‌المللی) و در نهایت همان شب او به‌طور مشکوکی فوت می‌کند. وکیل مدافع محمدی، خلیل بهرامیان از قول زندانیان دیگر همبند موکل‌اش از جمله علی افشاری گفت که محمدی در طول چند روز پیش از مرگ، بارها وحشیانه مورد ضرب و شتم قرار گرفته بود و آثار شکنجه بر بدن او به خوبی نمایان بوده‌است.

## خاکسپاری شبانه و محل دفن
پیکر وی شبانه در روستایی در اطراف شهر آمل به نام چنگ میان تحت مراقبت‌های بسیار شدید امنیتی و بدون حضور هیچ‌یک از اعضای خانواده اش دفن شد.

## مراسم ترحیم اکبر محمدی و موج دستگیری‌های مرتبط
مراسم هفتمین روز درگذشت اکبر محمدی که در میان اندوه بسیار برگزار شد و به شدت از سوی مسئولان امنیتی و لباس شخصی‌ها تحت مراقبت قرار داشت. بسیاری از دانشجویانی که با اتوبوس از نقاط مختلف ایران جهت شرکت در مراسم هفتم وی عازم شهرستان آمل شده بودند توسط مأمورین امنیتی متوقف و به‌طور موقت بازداشت شدند. در نهایت مراسم با شرکت کسانی که توانسته بودند خود را به روستای " چنگ میان " برسانند، تحت نظر مأمورین وزارت اطلاعات و لباس شخصی‌ها برگزار شد. مادر اکبر در حالی که گل و شیرینی بر روی مزار اکبر محمدی گذارده بود می‌گفت: «امروز روز عروسی فرزندم است و همه شما در جشن عروسی اکبر شرکت کرده‌اید.»